# Zhang He
Zhang He (??? - 231) foi um oficial da dinastia Wei, serviu à Yuan Shao. Na batalha de Guan Du, conheceu Cao Pi, que o convenceu a lutar por Cao Cao. Após se juntar ao Wei, lutou violentamente contra os Shu, onde suas habilidades foram reconhecidas por Zhuge Liang.

## Biografia
Por mais que fosse um grande e corajoso guerreiro que atuava nas linhas de frente; Zhang He era também conhecido por seu estilo altamente perfeccionista e obcecado por beleza e/ou coisas bonitas, mesmo no campo de batalha.

## Batalhas
Ele ajudou diversos soldados de Wei á fugirem de Mt. Dingjum vivos, por mais que seu parceiro e amigo Xiahou Yuan tenha morrido no processo.
Um de seus maiores feitos, foi ter garantido a Vitória de Wei na batalha de Jie Ting, onde rendeu Ma Su e o matou. Após isso, ele foi considerado um dos cinco generais da dinastia Wei.

## Morte
Foi morto por Zhuge Liang, em 231, em uma emboscada nos campos da batalha de Wu Zhang Plains.